# Покоління Колумбів
Покоління Колумбів (пол. pokolenie Kolumbów) — покоління польських письменників, які народились після того, як Польща відновила свою незалежність у 1918 році, і юність яких ознаменувалася трагічними подіями Другої світової війни.

## Термінологія
Термін був придуманий Романом Братним у романі 1957 року «Колумби. Рік двадцятий», в якому він описав ціле покоління як тих, хто відкрив Польщу . Зазвичай цей термін застосовується до письмеників, але він також включає всіх молодих людей, яким довелося боротися проти іноземної окупації та навчатися в таємних університетах.

## Представники
Серед відомих людей, які зазвичай пов'язані з поколінням, є:
- Кшиштоф Каміль Бачинський, поет-катастрофіст, який загинув під час Варшавського повстанн
- Владислав Бартошевський,
- Мірон Бялошевський, поет і письменник
- Тереза Богуславська, поетеса, заарештована гестапо і ув'язнена в Павяку, померла від менінгіту в 1945 році
- Вацлав Боярський, поет війни, журналіст підпільних газет, помер у 1943 році
- Тадеуш Боровський, поет і письменник, який пережив Освенцім-Біркенау та концтабір Дахау і покінчив життя самогубством у 1951 році
- Роман Братний, письменник
- Ольгерд Будревич, журналіст і варсавіаніст
- Єжи Фіковський, поет, журналіст та етнолог, піонер досліджень повоєнного єврейського та циганського життя в Польщі
- Тадеуш Гайці, поет, загинув під час Варшавського повстання
- Станіслав Гжесюк,
- Збігнев Герберт,
- Густав Герлінг-Грудзінський
- Кристина Крагельська, дівчина-екскурсовод, поетеса і співачка, модель для пам'ятника варшавської сирени, вбита під час Варшавського повстання
- Станіслав Лем,
- Станіслас Лікерник
- Войцех Менцель, поет, загинув під час Варшавського повстання
- Влодзімеж Петрзак, мистецтвознавець і автор, загинув під час Варшавського повстання
- Ян Ромоцький, інструктор скаутів і поет, загинув під час Варшавського повстання
- Тадеуш Ружевич,
- Станіслав Сташевський,
- Здіслав Стройнський, поет, загинувпід час Варшавському повстанні
- Анджей Тшебінський, драматург, прозаїк і поет, заарештований німцями, розстріляний у 1943 році
- Йозеф Щепанський, поет, загинув під час Варшавського повстання
- Анджей Щипйорський ,
- Кароль Войтила, пізніше відомий як папа Іван Павло ІІ